# 천하태평
"천하태평"은 한국에서 제작된 이태환 감독의 1960년 영화이다. 이예춘 등이 주연으로 출연하였고 김인수 등이 제작에 참여하였다.

## 출연

### 주연
- 이예춘
- 조미령
- 박광수

## 기타
- 원작자: 이서구
- 조명: 서병수
- 녹음: 최칠복
- 미술: 이봉선